# Tudora (gmina w okręgu Botoszany)
Tudora – gmina w Rumunii, w okręgu Botoszany. Obejmuje tylko jedną miejscowość Tudora. W 2011 roku liczyła 5096 mieszkańców.